# Mary Page Keller
Mary Page Keller (* 3. März 1961 in Monterey Park, Kalifornien) ist eine US-amerikanische Schauspielerin, die vor allem durch ihre Auftritte im US-Fernsehen bekannt ist.

## Leben und Karriere
Mary Page Keller stammt aus Monterey Park, im US-Bundesstaat Kalifornien. Bereits im Kindesalter stand sie auf der Theaterbühne und war etwa Teil einiger Produktionen des Toby’s Dinner Theatre. Ihre Karriere vor der Kamera begann im Jahr 1982, als sie die Rolle der Amanda Kirkland in der Seifenoper Ryan’s Hope übernahm und diese bis 1983 spielte. Sogleich folgte die Rolle der Sally Spencer Frame in Another World bis ins Jahr 1985. 1987 spielte sie in Der Voodoo-Fluch erstmals in einem Film mit. 
Nach den Soaprollen war sie in der Folge in einigen Sitcoms zu sehen. So spielte sie die Rolle der Laura Kelly zunächst in Duet und anschließend auch in der Spin-off-Serie Open House. Von 1991 bis 1992 spielte sie die Hauptrolle der Maggie Campbell in Baby Talk. Weitere größere Rolle folgten in Camp Wilder und Joe’s Life.
Seit Mitte der 1990er Jahre war Keller in einer Vielzahl von Fernsehserien in Gastrolle zu sehen, darunter in Ellen, Cybill, Providence, The District – Einsatz in Washington, Practice – Die Anwälte, JAG – Im Auftrag der Ehre, Navy CIS, Meine wilden Töchter, New York Cops – NYPD Blue, Nip/Tuck – Schönheit hat ihren Preis, Criminal Minds, 24, Castle, The Closer, Navy CIS: L.A., CSI: Vegas, Supernatural, Grimm, Hart of Dixie, Scandal , Bosch  oder Pretty Little Liars.
Von 2014 bis 2015 war Keller als Sara Carver in der Serie Chasing Life zu sehen. Eine ihrer bekanntesten Filmrollen spielte sie 2010 in Beginners. Ihre Filmauftritte umfassen zudem etwa auch Verhandlungssache, Timecop 2 – Entscheidung in Berlin und Gigantic.

## Privates
Mary Page Keller ist seit 1991 mit dem Schauspieler Thomas Ian Griffith verheiratet. Zusammen sind sie Eltern der beiden Söhne Conner und Eamon.

## Filmografie (Auswahl)
- 1982–1983: Ryan’s Hope (Fernsehserie, 15 Episoden)
- 1983–1985: Another World (Fernsehserie, 23 Episoden)
- 1986: Kate & Allie (Fernsehserie, Episode 3x19)
- 1987: Der Voodoo-Fluch (Scared Stiff)
- 1987–1989: Duet (Fernsehserie, 54 Episoden)
- 1988: A Place to Hide
- 1989: Verlass mich nicht, Daddy (Those She Left Behind, Fernsehfilm)
- 1989–1990: Open House (Fernsehserie, 23 Episoden)
- 1990: Die Spur des Todes (Revealing Evidence: Stalking the Honolulu Strangler, Fernsehfilm)
- 1990–1991: Alles Okay, Corky? (Life Goes On, Fernsehserie, 2 Episoden)
- 1991: Belüge mich nicht (Deception: A Mother’s Secret, Fernsehfilm)
- 1991–1992: Baby Talk (Fernsehserie, 23 Episoden)
- 1991–1993: ABC TGIF (Fernsehserie, 5 Episoden)
- 1992: Teuflische Intrigen (Ulterior Motives)
- 1992–1993: Camp Wilder (Fernsehserie, 19 Episoden)
- 1993: Joe’s Life (Fernsehserie, 11 Episoden)
- 1995: The Colony – Umzug ins Verderben (The Colony, Fernsehfilm)
- 1996: Ellen (Fernsehserie, Episode 4x11)
- 1997: Flucht ohne Wiederkehr (Any Place But Home, Fernsehfilm)
- 1997: Kreativ sein ist alles (Fired Up, Fernsehserie, Episode 2x02)
- 1997: Cybill (Fernsehserie, 4 Episoden)
- 1998: Verhandlungssache (The Negotiator)
- 1999: Zoe, Duncan, Jack & Jane (Fernsehserie, 13 Episoden)
- 1999: Johnny Tsunami – Der Wellenreiter (Johnny Tsunami, Fernsehfilm)
- 2000: Providence (Fernsehserie, 3 Episoden)
- 2001: The District – Einsatz in Washington (The District, Fernsehserie, Episode 1x14)
- 2001: Emeril (Fernsehserie, 4 Episoden)
- 2002: Practice – Die Anwälte (Practice, Fernsehserie, 2 Episoden)
- 2002–2003: JAG – Im Auftrag der Ehre (JAG, Fernsehserie, 3 Episoden)
- 2003: The Flannerys (Fernsehfilm)
- 2003: The Lyon’s Den (Fernsehserie, 2 Episoden)
- 2003: Timecop 2 – Entscheidung in Berlin (Timecop: The Berlin Decision)
- 2004: Navy CIS (NCIS, Fernsehserie, Episode 2x06)
- 2004–2005: New York Cops – NYPD Blue (NYPD Blue, Fernsehserie, 5 Episoden)
- 2004–2005: Nip/Tuck – Schönheit hat ihren Preis (Nip/Tuck, Fernsehserie, 3 Episoden)
- 2005: Meine wilden Töchter (8 Simple Rules… for Dating My Teenage Daughter, Fernsehserie, Episode 3x20)
- 2005: Welcome, Mrs. President (Fernsehserie, 5 Episoden)
- 2006: Criminal Minds (Fernsehserie, Episode 2x02)
- 2007: Johnny Kapahala: Zurück auf Hawaii (Johnny Kapahala: Back on Board, Fernsehfilm)
- 2008: Gigantic
- 2009: Spooner
- 2009: Privileged (Fernsehserie, Episode 1x15)
- 2009: 24 (Fernsehserie, 2 Episoden)
- 2009: Mad Men (Fernsehserie, Episode 3x11)
- 2010: Beginners
- 2010: Castle (Fernsehserie, Episode 3x07)
- 2011: The Closer (Fernsehserie, Episode 7x02)
- 2011: Navy CIS: L.A. (NCIS: Los Angeles Fernsehserie, Episode 3x10)
- 2012: CSI: Vegas (CSI: Crime Scene Investigation, Fernsehserie, Episode 12x14)
- 2012: Supernatural (Fernsehserie, Episode 7x16)
- 2012: Perception (Fernsehserie, Episode 1x07)
- 2012: Grimm (Fernsehserie, Episode 2x08)
- 2012: Hart of Dixie (Fernsehserie, 4 Episoden)
- 2012–2013, 2017: Pretty Little Liars (Fernsehserie, 3 Episoden)
- 2013: Scandal (Fernsehserie, Episode 2x18)
- 2014: Life Partners (Stimme)
- 2014–2015: Chasing Life (Fernsehserie, 34 Episoden)
- 2015: Bosch (Fernsehserie, 3 Episoden)